# Chiesa di Santa Maria della Visitazione (Forlì)
La chiesa di Santa Maria della Visitazione, meglio conosciuta come chiesa del Suffragio, è situata a Forlì, all'incrocio fra piazza Saffi e corso della Repubblica.

## Storia
Nel 1679 l'arciprete della cattedrale, canonico Cristoforo di Marcantonio Aspini, con un atto del 25 gennaio, stabilisce che venga costruita con la propria eredità una chiesa dedicata alla Madonna della Visitazione in cui fossero celebrate messe in suffragio delle anime del purgatorio. La prima chiesa, realizzata dallo stesso Aspini nella propria abitazione nel quartiere Schiavonia, già nel 1718 risulta troppo piccola, così nel 1720 si decide di costruirne una nuova, ovvero l'attuale, alienando una proprietà di Maria Caterina Bedolini, vedova Strinati. Stefano Corbici nella Cronaca forlivese, annota che i lavori iniziano il 14 aprile 1723.
La consacrazione avviene l'8 aprile 1748, a opera del vescovo Tommaso Torelli.
Il progetto della chiesa è stato a lungo ritenuto dell'architetto Giuseppe Merenda, ma lo studioso Giovanni Rimondini ha ricostruito le vicende incerte dell'attribuzione, contestandone la veridicità storica. Diventa quindi probabile l'attribuzione al camaldolese Paolo Soratini (noto anche come Giuseppe Antonio, nome che assunse quando prese i voti).
Nel 1781 il consiglio dei XC Pacifici delibera di celebrare due messe cantate all'anno e pertanto dota la chiesa di un organo realizzato da Gaetano Callido di Venezia. Tuttavia la celebrazione delle messe previste comincia solo nel 1784. Nel 1782, infatti, la chiesa subisce gravi danni a causa di un terremoto molto forte, che provoca il crollo del catino absidale, ricostruito due anni dopo, con l'aggiunta di un rinforzo metallico e decorato da Jacopo Guarana e Serafino Barozzi.
Nel Settecento la chiesa resta incompiuta e viene terminata dall'architetto Cesare Bazzani nel 1933 in base al progetto originale. Gli interventi novecenteschi prevedono la demolizione del piccolo campanile che si trovava ad angolo, sostituito con uno nella parte posteriore dell'edificio e la realizzazione della facciata per la quale si sceglie uno stile in linea con la struttura barocca.

## Descrizione
La chiesa è a pianta ellittica, con sviluppo nel senso della lunghezza invece che della larghezza. La struttura, quindi, pur ispirata alla chiesa di Sant'Andrea al Quirinale progettata da Gian Lorenzo Bernini, normalizza l'impianto, che non ha l'ardita scelta berniniana di inserire l'ingresso sulla parte stretta dell'ellissi.

### Esterno

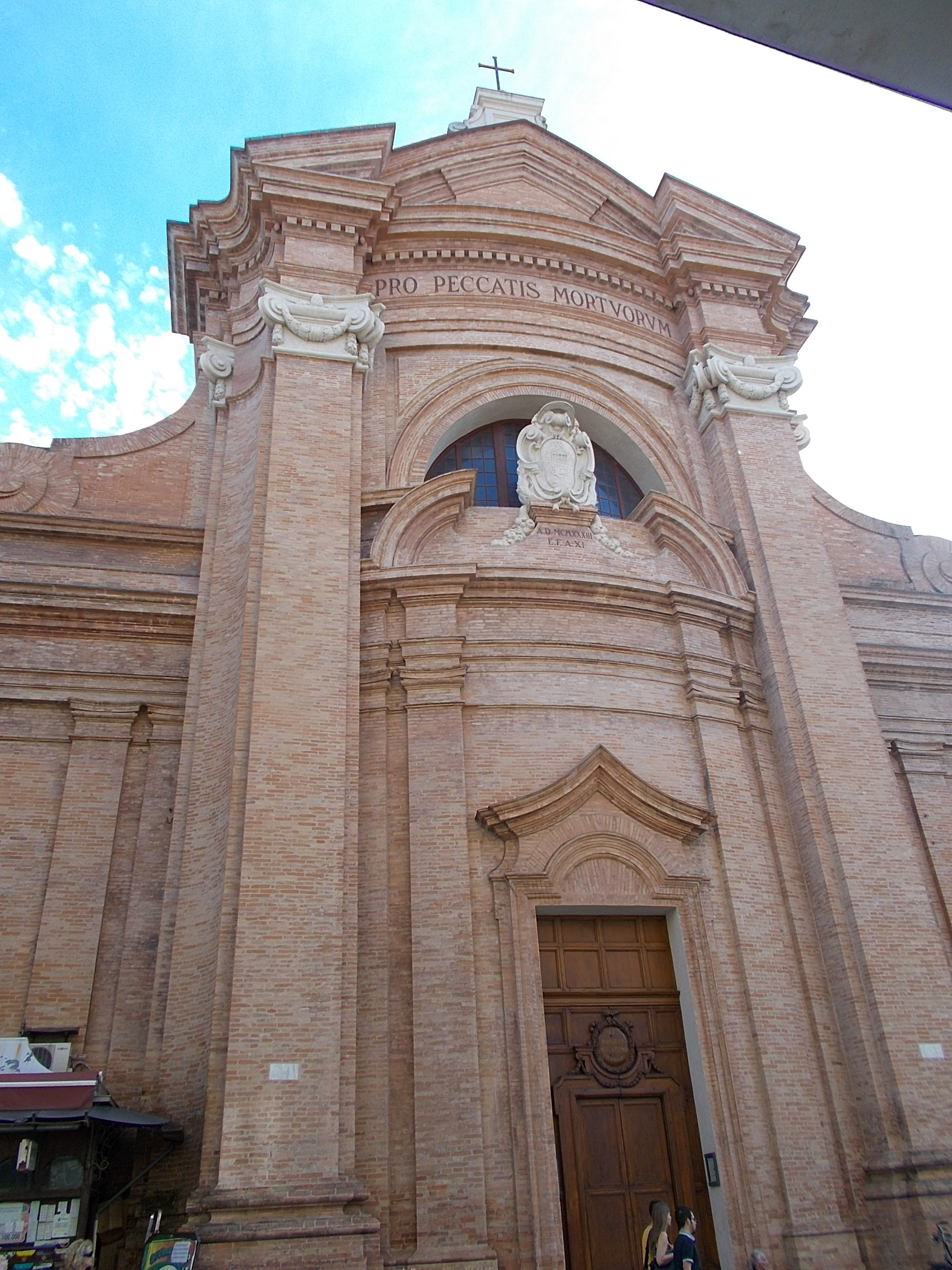
Facciata

L'esterno si presenta in mattoni a vista. La facciata imponente nasconde la struttura ellittica se vista dal fronte, dato che la strada è stretta; il corpo principale risulta invece visibile dalla piazza, creando un effetto dinamico e vario. La facciata aggiunta ha un corpo imponente dove due lesene molto aggettanti di ordine gigante collegano la parte inferiore con l'attico. Questo presenta un'articolazione molto complessa con un timpano discontinuo ed elaborato e un alternarsi ritmico di elementi concavi e convessi, tipici dello stile barocco. Nel rosso del mattone spiccano evidenti alcune parti di marmo bianco, ovvero i capitelli ionici, il coronamento e lo stemma del vescovo monsignor Giuseppe Rolla. Due scritte maiuscole, una più grande e una più piccola riportano le diciture PRO PECCATIS MORTUORUM, che allude all'espiazione dei peccati delle anime del purgatorio, rifacendosi quindi al concetto di suffragio per espiazione dei peccati che dà il nome popolare alla chiesa e AD MCMXXXIII E. F. XI, che indica la data di realizzazione della facciata (1933).
L'area tra la Chiesa del Suffragio, l'antistante Palazzo Serughi e il vicino Palazzo Talenti-Framonti, storicamente molto frequentata da cittadini e forestieri, è tradizionalmente chiamata il Trebbo di Mozzapè. Si tratta di uno dei quattro cantoni di Piazza Saffi, l'unico che viene definito trebbo. Trebbo deriva dal latino trivium, dunque il nome richiama l'idea di un luogo di ritrovo.
Proprio per l'afflusso costante di persone nel Trebbo, Angelo Damerini aprì qui la prima edicola forlivese per la vendita di giornali, sotto il loggiato del Palazzo Talenti-Framonti, loggiato detto Loggia dei Signori (1884). L'edicola venne poi trasferita sul davanti della Chiesa, dove si trovano le strutture residue, sia pure con altra funzione. 

### Interno

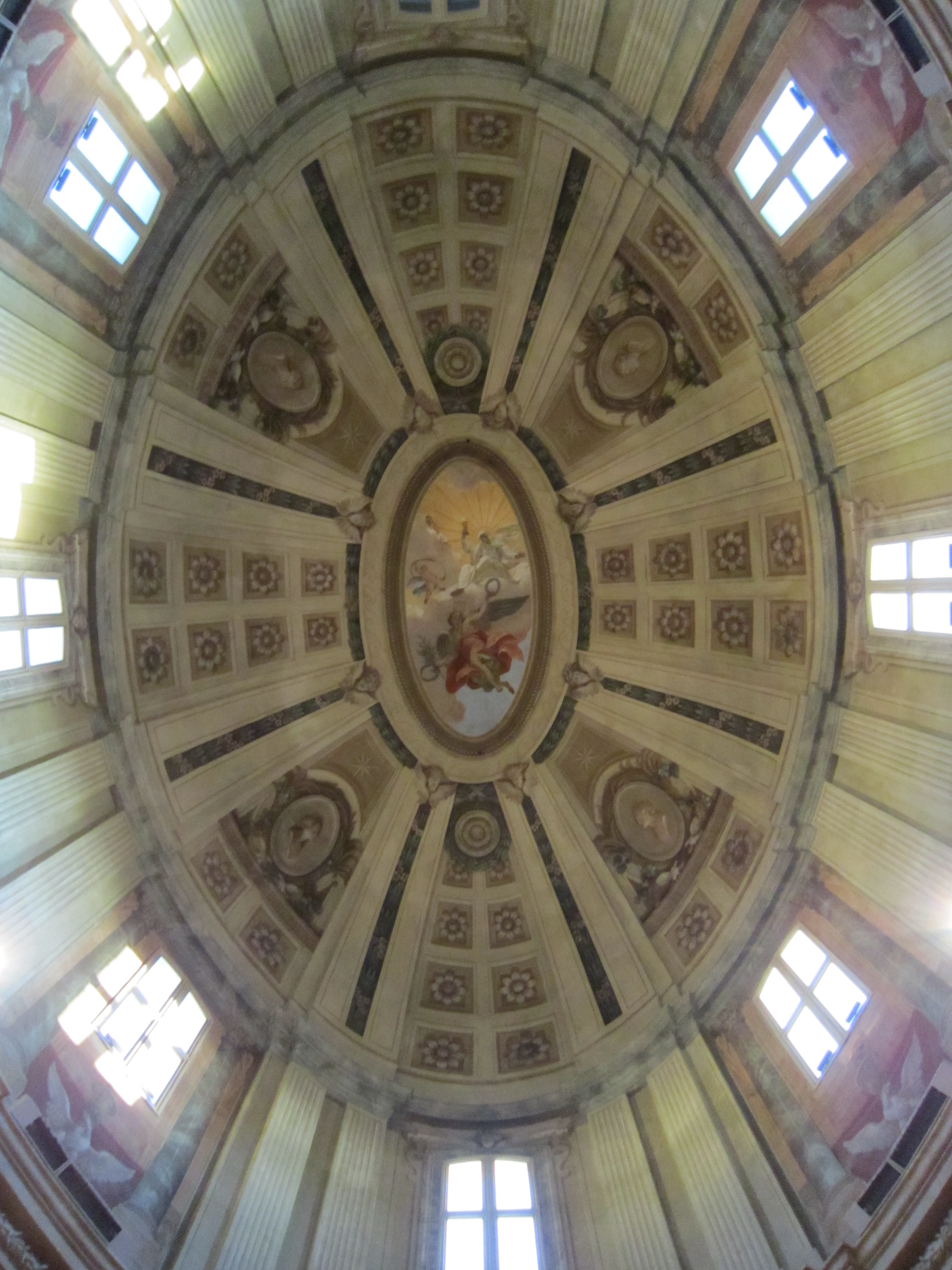
Volta

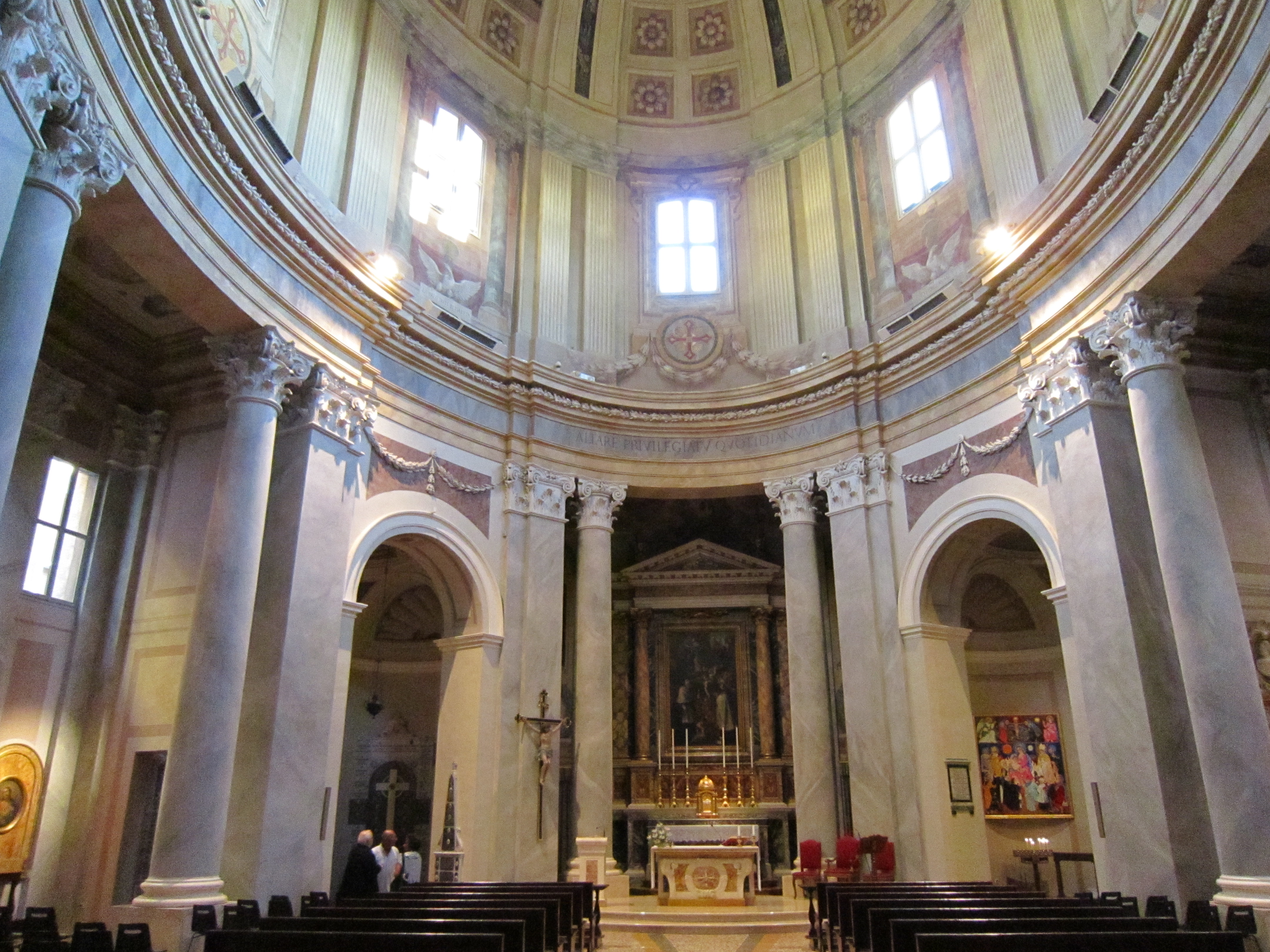
interno

Lo spazio interno viene scandito da pilastri e colonne su cui poggia la cupola ellittica. La cupola, imponente e slanciata, presenta affreschi di Jacopo Guarana e quadrature di Serafino Barozzi.
L'organo è stato costruito da Gaetano Callido nel XVIII secolo.

#### Cappella di Sant'Antonio
La prima cappella a destra è dedicata a Sant'Antonio da Padova. L'altare è decorato con vasi in marmo e bassorilievi che rappresentano la vita del Santo e i suoi miracoli. La tela è dipinta da Simone Campagnoli e rappresenta Sant'Antonio di Padova dinnanzi alla Vergine. L'opera raffigura il santo inginocchiato in adorazione del Bambino, con i tipici attributi, il libro, aperto e collocato ai suoi piedi e il giglio, retto da un angioletto a sinistra. Altre figure angeliche di vario tipo riempiono lo spazio, dominato dalla figura della Vergine nella parte alta. Presenta tipici tratti della scuola di Carlo Cignani. Ai lati si trovano due busti dei coniugi Pontiroli, nobili forlivesi committenti della cappella, scolpiti da Ottavio e Nicola Toselli.

#### Cappella del Santissimo Crocifisso
La cappella viene adornata grazie all'offerta di don Giuseppe Sangini nel 1749. Nel 1756 lo stesso donatore sostituisce un dipinto a olio con un Cristo in rilievo da portare in processione. Nel 1924 viene decorata da Cesare Camporesi che dipinge i simboli della passione di Cristo.

#### Altare principale
Sull'altare maggiore è conservata la Visitazione e i Santi Francesco Saverio e Francesco di Sales di Filippo Pasquali. L'altare marmoreo proveniente dal San Domenico, nel 1879 sostituisce un primitivo altare in legno d'abete dipinto a finto marmo.

#### Cappella di San Giuseppe
La cappella di San Giuseppe, originariamente decorata da Giulio Guerra, nel 1919 viene dedicata ai caduti della Prima Guerra Mondiale. Oltre alle lapidi dedicatorie vengono quindi aggiunte decorazioni da Adolfo Zampighi. La mensa d'altare è stata staccata dal muro. La pala, che appare contornata dalle lapidi, raffigura la Morte di San Giuseppe ed è stata dipinta da Antonio Fanzaresi. L'immagine è tratta da una Vangelo Apocrifo del V-VI secolo, riscoperto nel XVI secolo, dove viene raccontata la storia della morte di Giuseppe, assistito da Maria e dal Figlio. Oltre alla sacra famiglia nel dipinto compaiono svariati angeli, uno dalle grandi ali spiegate, altri in coro, uno che sorregge il bastone fiorito di Giuseppe che secondo la tradizione si voleva fosse stato il segno distintivo del santo nella scelta dello sposo per Maria.

#### Cappella della Vergine
Nella cappella, la prima a sinistra, è contenuto un altare settecentesco in legno dipinto a finti marmi, con un dipinto di Antonio Fanzaresi, La Vergine, i santi Vincenzo Ferrer e Giovanni Nepomuceno e il beato Torello da Poppi. Il beato Torello reca in mano il modello della città di Forlì, Giovanni Nepomuceno è barbato e vestito da sacerdote, con palma del martirio e lingua risplendente di luce, Vincenzo Ferrer ha una fiamma sul capo, simbolo dell'ardore della sua predicazione. L'opera perviene alla chiesa grazie alla donazione di Guido Torelli nel 1761. In questa cappella è presente anche un dipinto di Giuseppe Marchetti, La Natività della Vergine.

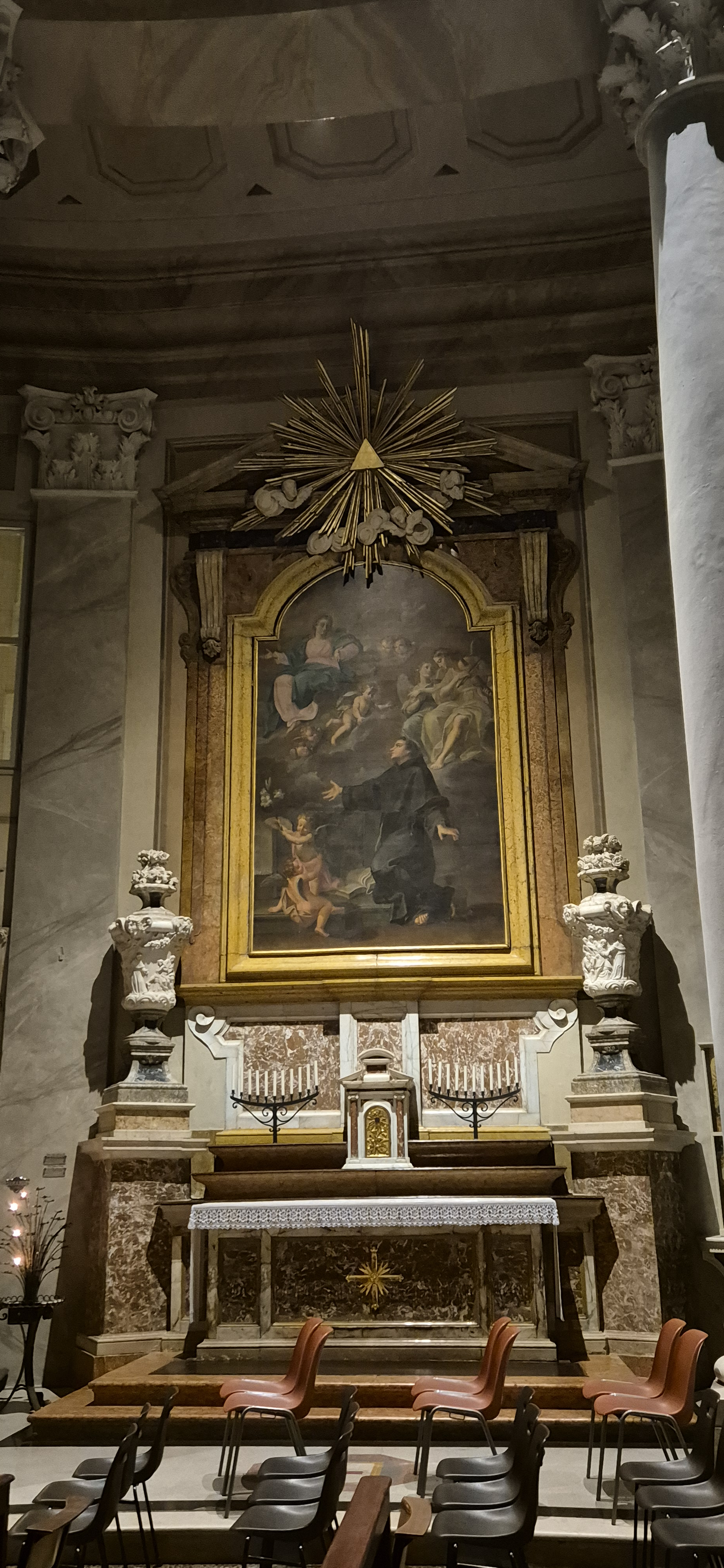
Cappella di Sant'Antonio da Padova
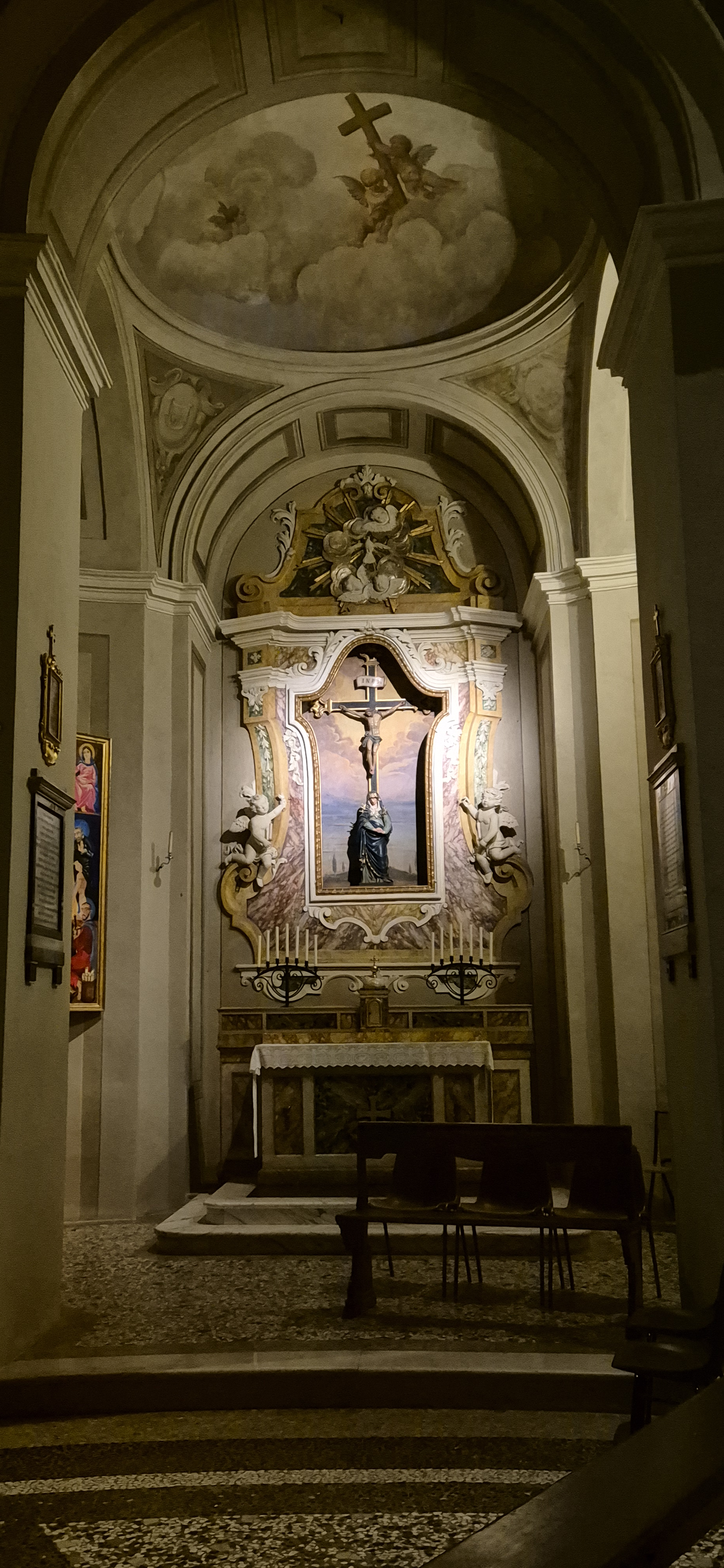
Cappella del Crocifisso
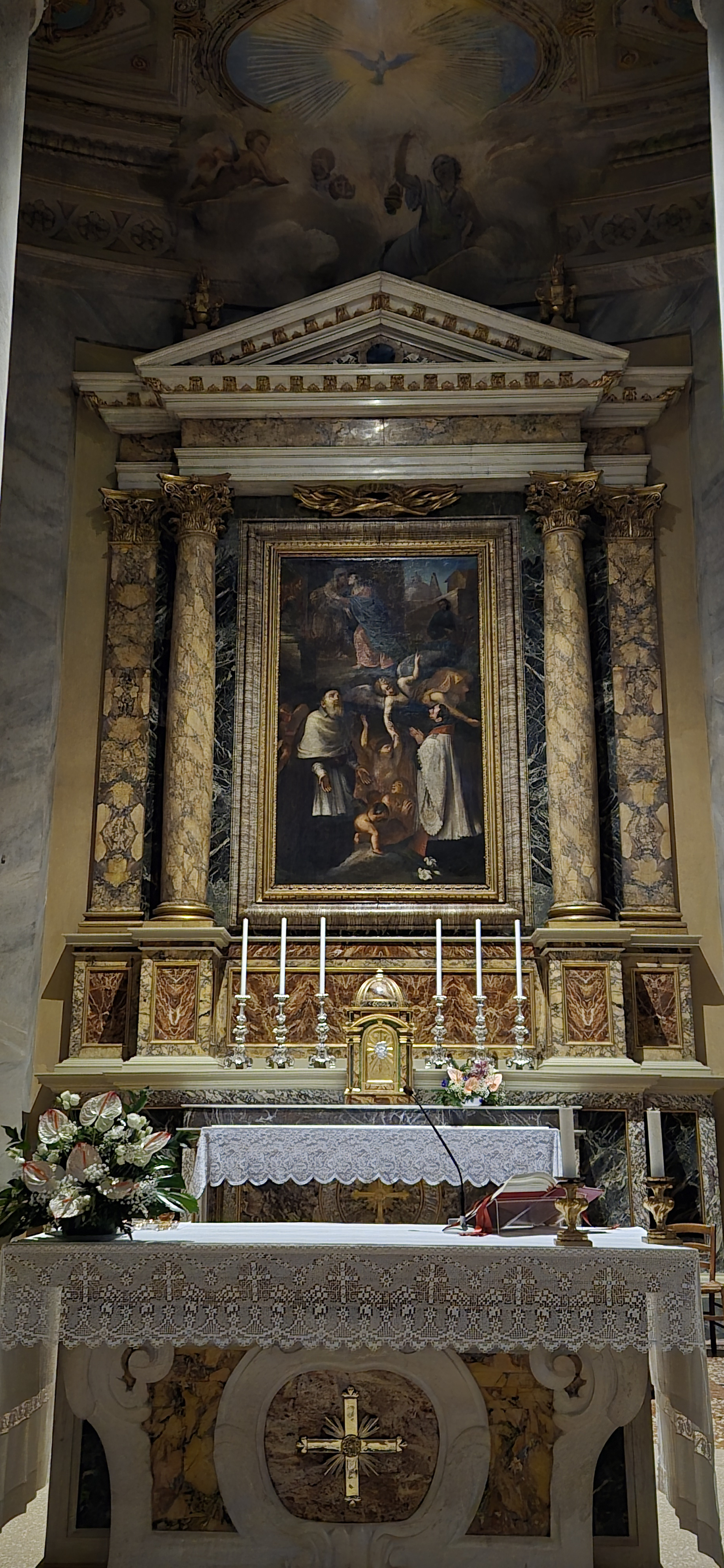
Altare maggiore
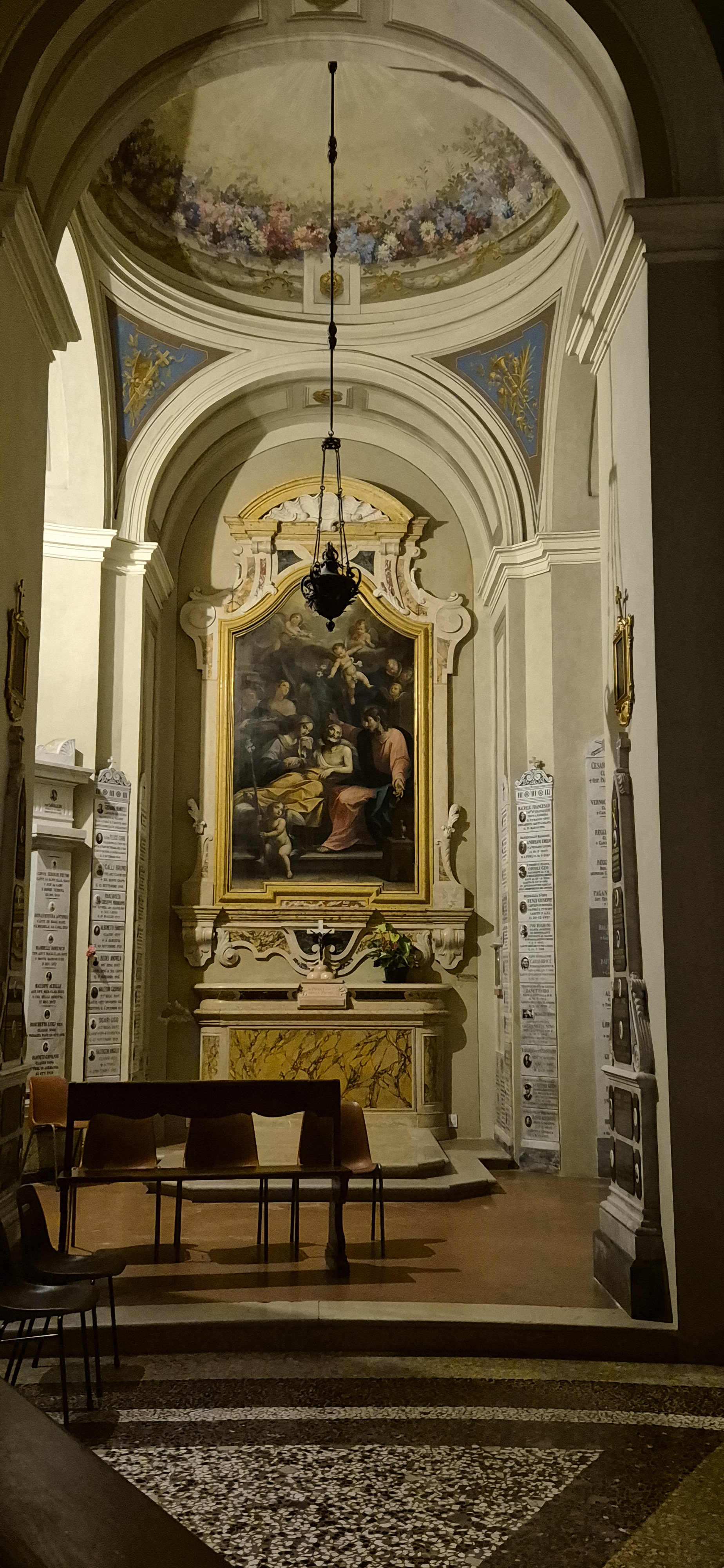
Cappella di San Giuseppe
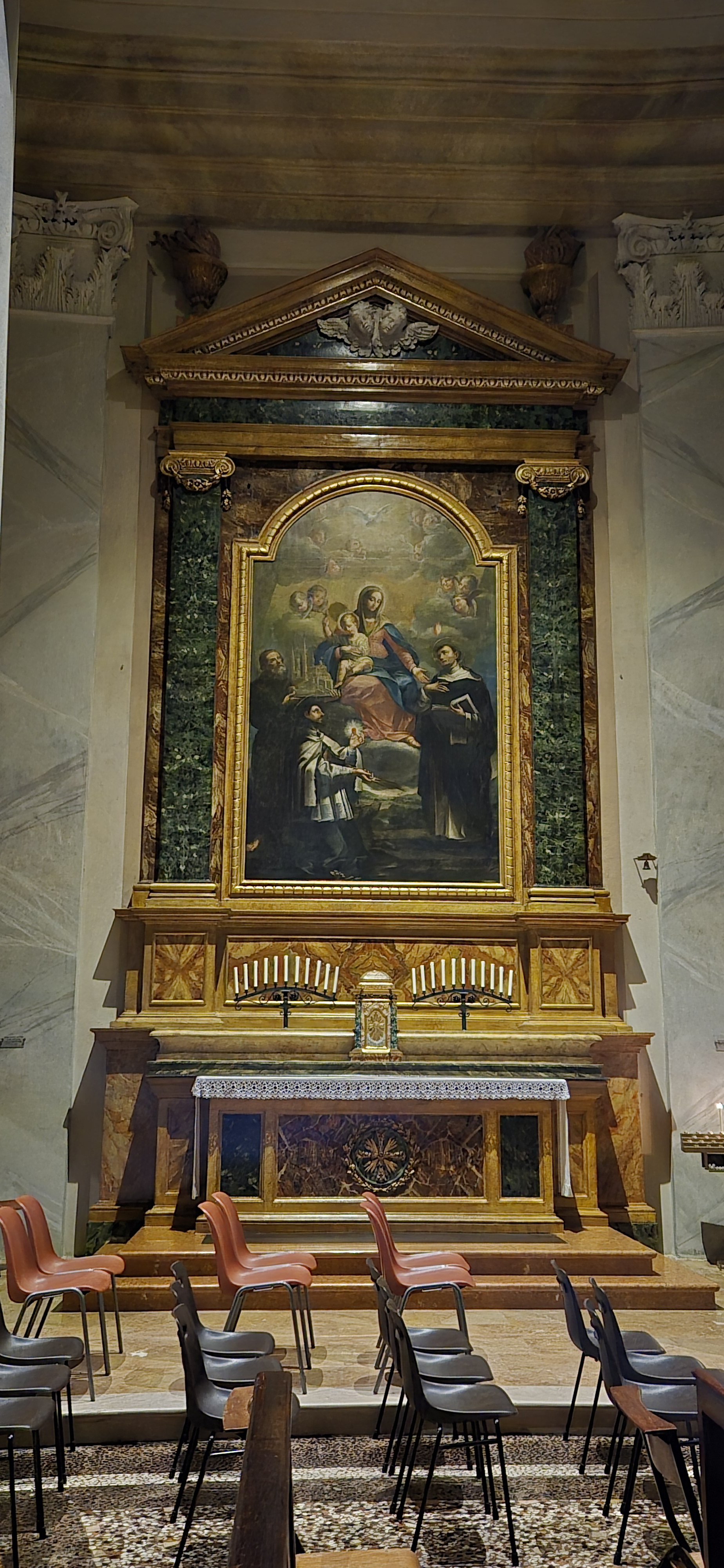
Cappella della Vergine